# Площадь поверхности тела
В физиологии и медицине, площадь поверхности тела (ППТ, англ. BSA) — это измеренная или рассчитанная поверхность человеческого тела. Для многих клинических целей ППТ является лучшим показателем метаболического обмена, чем масса тела, поскольку она менее зависит от излишнего количества жировой ткани.

## Применение
Примеры использования ППТ:
- Расчет почечного клиренса;
- Индекс массы тела использует несколько изменённую форму ППТ;
- Точная дозировка лекарств в соответствии с ППТ пациента при химиотерапии, назначении глюкокортикоидов.
- При некоторых методах дообследования, например при эхокардиографии.

## Расчёт
Ниже приведены некоторые формулы расчёта ППТ.
Почти все эти формулы имеют вид:
{\displaystyle BSA=k\times m^{b}\times h^{a}={\frac {m^{b}\times h^{a}}{k^{-1}}}}
с разными значениями k, a и b. Здесь и далее:
- BSA — площадь поверхности тела в квадратных метрах;
- m — масса в килограммах;
- h — высота в сантиметрах.

Наиболее часто применяется формула Мостеллера:
{\displaystyle BSA=0{,}0167\times m^{0{,}5}\times h^{0{,}5}}
Она особенно удобна тем, что представляется в виде:
{\displaystyle BSA={\frac {\sqrt {m\times h}}{60}}}
Формула Дюбуа и Дюбуа (1916 г.):
{\displaystyle BSA=0{,}007184\times m^{0{,}425}\times h^{0{,}725}={\frac {m^{0{,}425}\times h^{0{,}725}}{139{,}2}}}
Формула Хейкока:
{\displaystyle BSA=0{,}024265\times m^{0{,}5378}\times h^{0{,}3964}={\frac {m^{0{,}5378}\times h^{0{,}3964}}{41{,}2}}}
Формула Гехана и Джорджа:
{\displaystyle BSA=0{,}0235\times m^{0{,}51456}\times h^{0{,}42246}={\frac {m^{0{,}51456}\times h^{0{,}42246}}{42{,}553}}}
Формула Бойда (1935 г.) (Внимание! Здесь масса указывается в граммах):
{\displaystyle BSA=0{,}0003207\times m^{(0{,}7285-0{,}0188\log _{10}{m})}\times h^{0{,}3}={\frac {m^{(0{,}7285-0{,}0188\log _{10}{m})}\times h^{0{,}3}}{3118{,}18}}}
Формула Фудзимото:
{\displaystyle BSA=0{,}008883\times m^{0{,}444}\times h^{0{,}663}={\frac {m^{0{,}444}\times h^{0{,}663}}{112{,}575}}}
Формула Такахира:
{\displaystyle BSA=0{,}007241\times m^{0{,}425}\times h^{0{,}725}={\frac {m^{0{,}425}\times h^{0{,}725}}{138{,}1}}}
Формула Шутера и Аслани:
{\displaystyle BSA=0{,}00949\times m^{0{,}441}\times h^{0{,}655}={\frac {m^{0{,}441}\times h^{0{,}655}}{105{,}374}}}
Формула Шлиха для мужчин:
{\displaystyle BSA=0{,}000579479\times m^{0{,}38}\times h^{1{,}24}={\frac {m^{0{,}38}\times h^{1{,}24}}{1725{,}688}}}
Формула Шлиха для женщин:
{\displaystyle BSA=0{,}000975482\times m^{0{,}46}\times h^{1{,}08}={\frac {m^{0{,}46}\times h^{1{,}08}}{1025{,}134}}}
Формула Костеффа (на основании массы тела):
{\displaystyle BSA=(4\times m+7)\div (m+90)}
Формула Маттара:
{\displaystyle BSA=(h+m-60)\div 100}
Формула Ливингстона и Скотта:
{\displaystyle BSA=0{,}1173\times m^{0{,}6466}={\frac {m^{0{,}6466}}{8{,}525}}}
Формула Йю (схожа с формулой Мостеллера):
{\displaystyle BSA=0{,}015925\times m^{0{,}5}\times h^{0{,}5}={\frac {\sqrt {m\times h}}{62{,}794}}}
Формула Агентства США по охране окружающей среды
{\displaystyle BSA=0{,}0239\times m^{0{,}517}\times h^{0{,}417}={\frac {m^{0{,}517}\times h^{0{,}417}}{41{,}841}}}

## Нормальные значения
«Нормальное значение» ППТ — 1,73 м² для взрослых. Происхождение «нормы»: «There was an average BSA of 1.73 м² for 3,000 cancer patients from 1990 to 1998 in a European Organisation for Research and Treatment of Cancer (EORTC) database. During 2005 there was an average BSA of 1.79 м² for 3,613 adult cancer patients in the UK. Among them the average BSA for men was 1.91 м² and for women was 1.71 м²».
| Значения ППТ (м2) | Значения ППТ (м2) |
| ----------------- | ----------------- |
| Новорождённый     | 0,25              |
| Ребёнок 2 года    | 0,5               |
| Ребёнок 9 лет     | 1,07              |
| Ребёнок 10 лет    | 1,14              |
| Ребёнок 12-13 лет | 1,33              |
| Для мужчин        | 1,9               |
| Для женщин        | 1,6               |